# No Life 'Til Leather
No Life 'Til Leather est la première démo de Metallica. Sortie en 1982, il s'agit d'une cassette qui a fait plusieurs fois le tour de leur localité. Enregistrée live dans un garage, la qualité sonore y est médiocre, quoique agressive et vivante.
Les titres seront ensuite publiés sur Kill 'Em All, réadaptés à la suite des départs de Dave Mustaine et Ron McGovney. Les solos ont été recomposés et la ligne de basse est devenue beaucoup plus technique. Les paroles de The Mechanix (renommé The Four Horsemen) et Jump in the Fire ont été réécrites par James Hetfield lors du départ de Dave Mustaine.
La version d'origine de The Mechanix est également enregistrée par Dave Mustaine avec son nouveau groupe Megadeth sur l'album Killing Is My Business... and Business Is Good!.

## Liste des titres
| No | Titre            | Paroles        | Musique                     | Durée |
| -- | ---------------- | -------------- | --------------------------- | ----- |
| 1. | Hit the Lights   | James Hetfield | James Hetfield, Lars Ulrich | 4:17  |
| 2. | The Mechanix     | Dave Mustaine  | Dave Mustaine               | 4:29  |
| 3. | Motorbreath      | James Hetfield | James Hetfield              | 3:17  |
| 4. | Seek and Destroy | James Hetfield | James Hetfield, Lars Ulrich | 4:53  |
| 5. | Metal Militia    | James Hetfield | Dave Mustaine               | 5:11  |
| 6. | Jump in the Fire | Dave Mustaine  | Dave Mustaine               | 3:49  |
| 7. | Phantom Lord     | James Hetfield | Dave Mustaine               | 3:33  |

## Composition du groupe
- James Hetfield  - chants, guitare rythmique
- Dave Mustaine - guitare solo
- Lars Ulrich - batterie
- Ron McGovney - basse